# غريغ شيرمان
غريغ شيرمان (بالإنجليزية: Greg Sherman)‏ هو كبير الإداريين التنفيذيين أمريكي، ولد في 30 مارس 1970 في سكرانتون في الولايات المتحدة.